# Berek Joselewicz
Berek Joselewicz (Kretinga, 17 settembre 1764 – Kock, 5 maggio 1809) è stato un militare polacco, colonnello dell'esercito polacco durante la rivolta di Kościuszko.
Joselewicz comandò la prima formazione militare ebrea della storia moderna.

## Biografia
Baer (Berek) Joselewicz nacque a Kretinga, nella contea di Kaunas, parte del voivodato di Troki nella confederazione polacco-lituana. Fu agente finanziario per conto di un magnate locale polacco, il principe Massalski, lord di Kretinga e vescovo di Wilno. Joselewicz viaggiò spesso all'estero durante lo svolgimento di vari incarichi, e nel corso dei viaggi imparò la lingua francese. Passò molto tempo a Parigi all'inizio della rivoluzione francese, e si pensa che questo possa averlo spinto ad unirsi a Tadeusz Kościuszko, il quale sosteneva simili ideali di fraternità ed uguaglianza.

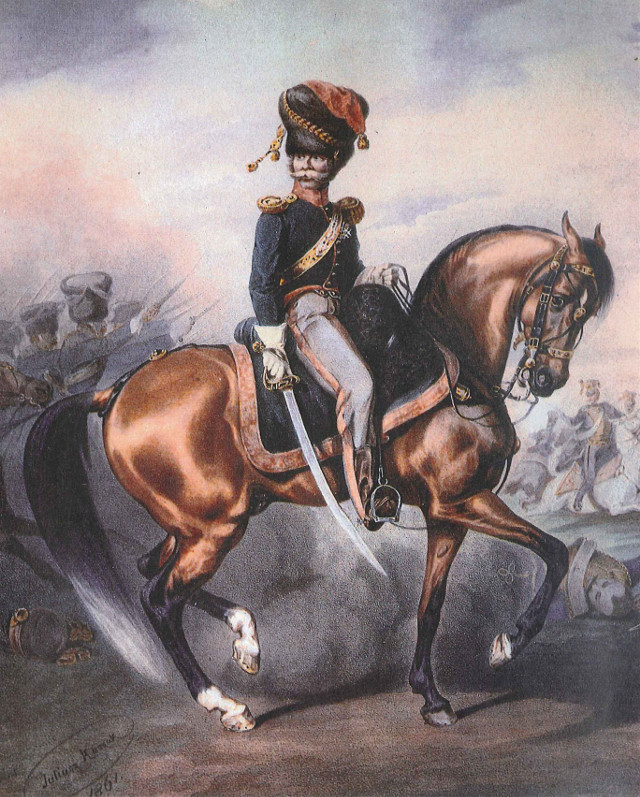
Berek Joselewicz ritratto da Juliusz Kossak

Inizialmente Joselewicz prestò servizio nella milizia polacca prima di chiedere a Kościuszko il permesso per la costituzione di un'unità composta di soli ebrei. Il 17 settembre 1794 Kościuszko annunciò ufficialmente la creazione di tale unità. Joselewicz, assieme all'ebreo Joseph Aronowicz, lanciò una patriottica chiamata alle armi in lingua yiddish denunciando Russia e Prussia e chiamando a sé centinaia di volontari, soprattutto poveri commercianti e artigiani. Cinquecento uomini formarono un reggimento di cavalleria. Su richiesta di Joselewicz gli fu permesso di mantenere la tradizione religiosa, compreso l'utilizzo di cibo casherut, l'astensione quando possibile dai combattimenti di sabato e la crescita delle barbe. L'unità di Joselewicz divenne famosa col nome di "i Barbuti". Presero parte nel 1794 alla difesa di Praga durante la quale furono sonoramente sconfitti, e solo pochi uomini (tra cui Joselewicz) sopravvissero allo scontro. Lo stesso Joselewicz fu fatto prigioniero dai russi.
Dopo che fu sedata la rivolta di Kościuszko, Joselewicz partì prima per la Galizia e poi per l'Italia. Qui si unì alla legione polacca comandata da Henryk Dąbrowski. Da comandante di una compagnia di spadaccini della cavalleria, combatté numerose battaglie del periodo napoleonico, tra cui quelle di Trevia, Novi, Hohenlinden, Austerlitz e Friedland. Fu insignito della Gran Croce dell'Ordine Virtuti militari e della Legion d'onore con una Croce Dorata per i meriti acquisiti. Rimase nell'esercito come capo di squadrone nel 5º reggimento fucilieri dopo la costituzione del ducato di Varsavia (Księstwo Warszawskie) nel 1807. A partire dal 1807 combatté molte battaglie in Polonia. Fu ucciso in combattimento nella battaglia di Kock del 1809, durante lo scontro con un'unità di ussari austriaci, e oggi la sua tomba è diventata una popolare attrazione turistica.
Anche il figlio di Berek, Josef Berkowicz (1789–1846) combatté la battaglia di Kock e in seguito fu capo squadrone nel corso della rivolta di Novembre del 1830, nella quale cercò di convincere i soldati ebrei a disertare l'esercito russo e ad unirsi ai polacchi. In seguito Berkowicz si trasferì in Inghilterra e scrisse un romanzo. La vedova di Berek e il figlio ricevettero una pensione fino al 1831.
La locuzione polacca "come Berek a Kock" (Jak Berek pod Kockiem) indica una situazione senza speranza.
Gli fu dedicato un francobollo in quanto "Combattente ebreo per la libertà della Polonia", emesso dai servizi postali polacchi e israeliani.